# آشوط سركيسوف
آشوط أراكيلوفيتش سركيسوف (مواليد 30 يناير 1924) (بالروسية: Ашот Аракелович Сарки́сов) هو عالم روسي، عمل في تكنولوجيا الغواصات النووية، والأمن والسلامة النووي.
دخل سركيسوف مدرسة فيليكس دزيرجينسكي للهندسة البحرية العليا في عام 1941، ثم عمل في الجيش خلال الحرب واستأنف دراسته في عام 1945.
درس أيضًا في جامعة لينينغراد الحكومية. أصبح دكتورا في التكنولوجيا في عام 1968.
منذ عام 1994، وهو عضو كامل في الأكاديمية الروسية للعلوم، وحصل على ميدالية ألكسندروف الذهبية في عام 2007. تقاعد سركيسوف من البحرية برتية لواء.